# Dionigio Casaroli
Dionigio Casaroli (ur. 9 lipca 1869 w Minerbio, zm. 24 lutego 1966) – włoski duchowny katolicki, ordynariusz archidiecezji Gaeta w latach 1926-1966.

## Życiorys
Święcenia kapłańskie otrzymał 10 stycznia 1892 roku i inkardynowany został do archidiecezji bolońskiej.
14 sierpnia 1926 papież Pius XI mianował go ordynariuszem archidiecezji Gaeta. Sakry udzielił mu jego dotychczasowy zwierzchnik kard. Giovanni Battista Nasalli Rocca di Corneliano. 
Od śmierci w czerwcu 1964 amerykańskiego biskupa Edmunda Gibbonsa był najstarszym żyjącym katolickim hierarchą.